# Publy
Publy és un municipi francès situat al departament del Jura i a la regió de Borgonya - Franc Comtat. L'any 2007 tenia 286 habitants.

## Demografia

### Població
El 2007 la població de fet de Publy era de 286 persones. Hi havia 112 famílies de les quals 28 eren unipersonals (8 homes vivint sols i 20 dones vivint soles), 36 parelles sense fills, 40 parelles amb fills i 8 famílies monoparentals amb fills.
La població ha evolucionat segons el següent gràfic:
Habitants censats

### Habitatges
El 2007 hi havia 130 habitatges, 110 eren l'habitatge principal de la família, 15 eren segones residències i 5 estaven desocupats. 127 eren cases i 3 eren apartaments. Dels 110 habitatges principals, 101 estaven ocupats pels seus propietaris, 6 estaven llogats i ocupats pels llogaters i 3 estaven cedits a títol gratuït; 3 tenien dues cambres, 11 en tenien tres, 36 en tenien quatre i 61 en tenien cinc o més. 96 habitatges disposaven pel capbaix d'una plaça de pàrquing. A 48 habitatges hi havia un automòbil i a 54 n'hi havia dos o més.

### Piràmide de població
La piràmide de població per edats i sexe el 2009 era:
| Homes | Edats   | Dones |
| ----- | ------- | ----- |
| 0     | 95 o +  | 0     |
| 0     | 90 a 94 | 0     |
| 0     | 85 a 89 | 0     |
| 4     | 80 a 84 | 4     |
| 16    | 75 a 79 | 4     |
| 4     | 70 a 74 | 8     |
| 4     | 65 a 69 | 4     |
| 12    | 60 a 64 | 20    |
| 4     | 55 a 59 | 0     |
| 4     | 50 a 54 | 16    |
| 24    | 45 a 49 | 8     |
| 16    | 40 a 44 | 16    |
| 12    | 35 a 39 | 8     |
| 8     | 30 a 34 | 0     |
| 0     | 25 a 29 | 4     |
| 0     | 20 a 24 | 4     |
| 12    | 15 a 19 | 0     |
| 8     | 10 a 14 | 8     |
| 12    | 5 a 9   | 16    |
| 0     | 0 a 4   | 8     |

## Economia
El 2007 la població en edat de treballar era de 164 persones, 124 eren actives i 40 eren inactives. De les 124 persones actives 115 estaven ocupades (71 homes i 44 dones) i 9 estaven aturades (5 homes i 4 dones). De les 40 persones inactives 14 estaven jubilades, 12 estaven estudiant i 14 estaven classificades com a «altres inactius».

### Ingressos
El 2009 a Publy hi havia 115 unitats fiscals que integraven 292,5 persones, la mediana anual d'ingressos fiscals per persona era de 14.866 €.

### Activitats econòmiques
Dels 8 establiments que hi havia el 2007, 1 era d'una empresa alimentària, 3 d'empreses de fabricació d'altres productes industrials, 2 d'empreses de construcció i 2 d'empreses classificades com a «altres activitats de serveis».
Dels 3 establiments de servei als particulars que hi havia el 2009, 1 era un paleta, 1 fusteria i 1 lampisteria.
L'any 2000 a Publy hi havia 11 explotacions agrícoles que ocupaven un total de 728 hectàrees.

## Poblacions més properes
El següent diagrama mostra les poblacions més properes.